# (7658) 1993 BM12
1993 بي أم 12 (ويعرف أيضًا باسم (7658) 1993 بي أم 12 وفق تسمية الكوكب الصغير) (بالإنجليزية: 1993 BM12)‏ هو كويكب ضمن حزام الكويكبات؛ وترتيبه 7658 من حيث الاكتشاف.
اكتُشف هذا الجُرم الفلكي بواسطة هيروشي كانيدا في 22 يناير 1993.

## وصلات خارجية
- (7658) 1993 BM12 في قاعدة بيانات مختبر الدفع النفاث لأجرام النظام الشمسي الصغيرة

- الاكتشاف · مخطط المدار ·  العناصر المدارية · المعلمات المادية

- (7658) 1993 BM12 على موقع ويكي سكاي: DSS2, SDSS, GALEX, IRAS, Hydrogen α, X-Ray, Astrophoto, Sky Map, Articles and images